# Type Constitutionnel (monnaie)
Le type Constitutionnel est un type monétaire créé par la loi des 9 = 15 avril 1791, relative aux empreintes des monnaies.

## Description

### Droit ou avers
Effigie du roi avec la légende : Louis XVI, Roi des françois.

### Revers

#### Pièces d'or et écus et demi-écus d'argent
- Légende : Règne de la Loi.
- Empreinte : génie de la France debout devant un autel, et gravant sur des tables le mot Constitution, avec le sceptre de la Raison, désigné par un œil ouvert à son extrémité ; à côté de l'autel, un coq, symbole de la vigilance, et un faisceau, emblème de l'union et de la force armée.

#### Pièces de trente et de quinze sous
- Empreinte : celle des pièces d'or à l'exception du coq et du faisceau.

#### Monnaie de cuivre
- Empreinte : faisceau traversé par une pique surmontée d'un bonnet de la Liberté ; autour une couronne de chêne, avec la légende : La Nation, la Loi et le Roi.